# Сылифа Шибокуй Ачжан
Сылифа Шибокуй Ачжан (кит. трад. 俟利發失缽屈阿, пиньинь Qílìfā Shībōqū Āzhàn) — государственный и политический деятель енисейских кыргызов в VII веке. Эльтебер государства Цигу с первой половины VII до 693 года.

## Биография
Шибокуй Ачжан (Сылифа – это титул вассала, эльтебер) единожды упоминаестя в китайских источниках эпохи Тан как правитель государства енисейских кыргызов. Так, в 648 г., получив известие, что все телесские племена подчинились власти китайского императора Тай-цзуна, он лично возглавил первое посольство енисейских кыргызов в Китай. Во время императорского застолья, опьяневший Шибокуй Ачжан изъявил желание держать «Ху-бань» (стать вассалом), после чего император Тайцзун переименовал его владения в «область Гянь-гунь» (также Цзянькунь, кит. 堅昆府), вместе с этим дав военный чин «генерала почетной гвардии левой руки» (кит. 俟利發失缽屈阿棧) и должность генерал-губернатора (дуду). Однако, как отмечали исследователи, вассальная зависимость енисейских кыргызов от Китая носила формальный характер, а реальной власти над владениями енисейских кыргызов империя Тан не имела. В дальнейшем в Китай отправлялись различные делегации енисейских кыргызов. В 653 г. кыргызское посольство приезжало в Китай с целью выкупить из плена своих сограждан, в ответ на это в том же г. земли енисейских кыргызов посетила делегация императора Гао-цзуна во главе с Фань Цзянем. В 675 г. енисейские кыргызы доставляли в Китай своих лошадей.